# Власт: Претходник Егзорцисте
Власт: Претходник Егзорцисте (енгл. Dominion: Prequel to the Exorcist) амерички је хорор филм из 2005. режисера Пола Шрејдера са Стеланом Скарсгордом, Габијелом Маном, Кларом Белар и Билијем Крофордом у главним улогама. Представља преднаставак филма Истеривач ђавола и другу верзију филма Истеривач ђавола: Почетак.
Централни лик овог, као и претходног филма је отац Ланкестер Мерин, кога је у прва два филма тумачио Макс фон Сидоу. Радња прати његов први сусрет са демоном Пазузуом у Африци. Пошто филм представља алтернативну верзију приче из четвртог филма, већина ликова и глумаца се враћа из претходног дела франшизе. У стварању филма учествовао је и познати италијански сниматељ и директор фотографије, Виторио Стораро.
Филм је добио помешане и претежно негативне критике, иако се већина публике слаже да је бољи од свог претходника. Упркос високом буџету, филм је доживео дебакл на благајнама и зарадио свега 250 000 долара, што је чак преко 100 пута мање од буџета, мада је за овај неуспех углавном био одговоран претходни филм, који се публици није допао. Овим неуспехом, стављена је тачка на филмски серијал Истеривач ђавола, који никада више није добио ни наставак ни преднаставак.

## Радња
Годинама пре него што је спасао Реган Мекнил, отац Ланкестер Мерин се борио против демона Пазузуа у Африци. У току свог првог окршаја с Пазузуом, Мерин је повратио своју веру у Бога.

## Улоге
| Глумац           | Улога                |
| ---------------- | -------------------- |
| Стелан Скарсгорд | отац Ланкестер Мерин |
| Габријел Ман     | отац Франсис         |
| Клара Белар      | Рејчел Лесно         |
| Били Крофорд     | Чече                 |
| Ралф Браун       | заставник Харис      |
| Јулијан Водам    | мајор Гранвил        |
| Израел Адурамо   | Јомо                 |
| Ендру Френч      | Чума                 |
| Ендру Френч      | Чума                 |
| Еди Ози          | Емекви               |
| Антони Камерлинг | поручник Кезел       |
| Мери Бет Херт    | демон Пазузу         |